# Battaglia di Sacile
La battaglia di Sacile, nota anche come battaglia ai Camolli, ebbe luogo il 15 e 16 aprile 1809, nell'odierna provincia di Pordenone, fra gli austriaci guidati dall'arciduca Giovanni e i franco-italiani condotti da Eugenio di Beauharnais, viceré del Regno d'Italia. Dopo un duro combattimento, un movimento del fianco austriaco, che minacciava la linea franco-italiana di ripiegamento, costrinse Beauharnais alla ritirata, consegnando la vittoria tattica agli austriaci.

## Contesto storico

### Impero austriaco
Dopo l'umiliante sconfitta rimediata nella campagna di Ulma e nella decisiva battaglia di Austerlitz, l'Impero austriaco era stato costretto a firmare un armistizio con la Francia. Gli austriaci, ansiosi di avere la propria vendetta nei confronti dell'odiato Napoleone, si prepararono ad una nuova guerra. Nel 1809, approfittando della momentanea assenza di Napoleone, impegnato in Spagna, l'impero austriaco dichiarò guerra ai francesi.

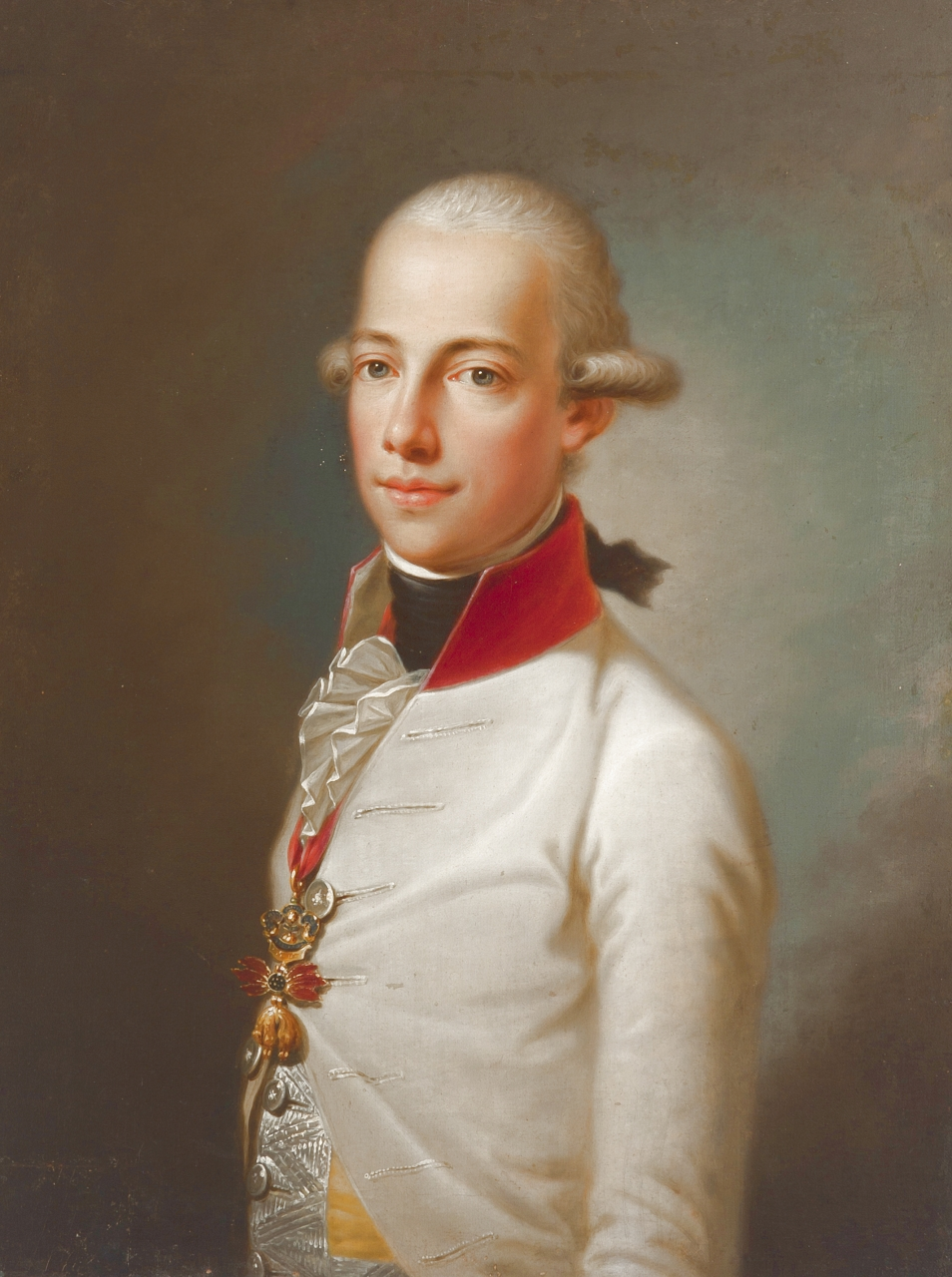
Arciduca Giovanni d'Asburgo-Lorena

Mentre l'Arciduca Carlo era impegnato con il grosso dell'esercito sul fronte danubiano, per il fronte italiano, ritenuto giustamente meno importante, era stato scelto l'Arciduca Giovanni. Quest'ultimo in giovanissima età era stato il principale artefice della sconfitta austriaca ad Hohenlinden, ma la sua buona condotta nella precedente guerra, dove era riuscito a portare nel Voralberg la propria divisione prima del completo accerchiamento delle truppe del generale Mack, aveva in parte risanato la sua immagine.
Le forze austriache si sarebbero organizzate in varie colonne, provenienti da Villaco e dalla Carniola, la provincia austriaca di Lubiana. Dopo aver proceduto separatamente in direzione dell'Italia, si sarebbero dovute incontrare a Cividale del Friuli, dove l'Arciduca avrebbe definitivamente prese il controllo.

### Impero francese

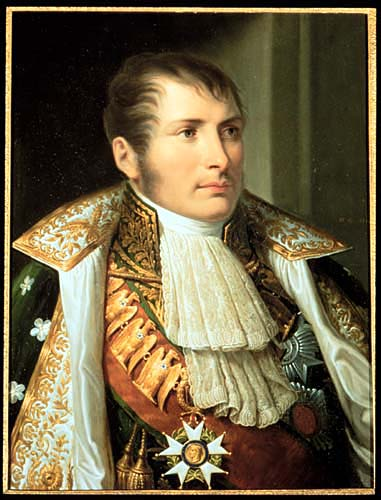
Viceré d'Italia, Eugenio di Beauharnais

Per quanto riguarda i franco-italiano, Napoleone, decise di affidare il comando al Principe Eugenio, viceré del Regno d'Italia. Al momento, Eugenio non aveva mai avuto l'occasione di comandare un intero esercito, sebbene avesse già acquisito una discreta esperienza militare nelle precedenti campagne. Napoleone lo istruì attentamente su come affrontare gli austriaci, consigliando un approccio difensivo sulla linea dell'Isonzo e poi su quella del Piave, sottolineando inoltre l'importanza dell'Adige.
Il compito affidato ad Eugenio era piuttosto semplice: respingere gli assalti austriaci, contrattaccare le loro posizione da sud e, possibilmente, chiuderle in una tenaglia sfruttando l'avanzata dell'esercito francese in Austria. Parallelamente a ciò, il generale Marmont, nominalmente sotto il comando di Eugenio, avrebbe dovuto avanzare dalla Dalmazia, contribuendo a separare ulteriormente le forze austriache.

## Antefatti
La previsione di Napoleone era che le truppe austriache non si sarebbero in aprile e, comunque, non intendeva affrettare la loro risposta concentrando le proprie forze. Pertanto, la varie armate e divisioni rimasero sparse nella pianura friulana, con Broussier e Seras a coprire la linee dell'Isonzo.
Contro ogni aspettativa, il 10 aprile, le due colonne iniziarono ad avanzare. Con una marcia insolitamente rapida per gli standard austriaci dell'epoca, erano riusciti a raggiungere ed occupare Udine in soli due giorni. Le divisioni francesi poste sulla linea difensiva dell'Isonzo, sebbene abbastanza numerose da poter rallentare gli austriaci, non riuscirono a contenere l'avanzata dell'esercito dell'Arciduca. Fu quindi ordinato loro di raggrupparsi assieme al resto dell'esercito del Regno d'Italia sulla linea del Tagliamento nei pressi di Sacile.
La rapida avanzata austriaca aveva colto di sorpresa Eugenio, che affidandosi alle parole di Napoleone, non era preparato ad affrontare gli austriaci: i corpi dei Dragoni di Grouchy erano ancora stazionati sulla linea dell'Adige, a 130 km di distanza. Con l'arrivo delle divisioni dell'Isonzo nei pressi del Livenza il 14 aprile, le forze napoleoniche erano più o meno equivalenti a quelle austriache. Nonostante questi imprevisti, Eugenio era convinto di essere in grado di sconfiggere gli austriaci. Parallelamente a questo, gli austriaci avevano occupato le fortezze di Osoppo e Palmanova ed avevano raggiunto Valvasone. L'Arciduca, ordinò ad uno dei suoi generali, Frimont, di effettuare una marcia notturna, portando un'avanguardia ancora più vicina alle truppe franco-italiane.

## La battaglia

### Pordenone
Il 15 aprile, Eugenio ordinò alle sue truppe di attraversare il Livenza. Questo fu fatto in tre punti diversi: le armate di Grenier e Barbou attraversarono a Sacile; quelle dei Seras e Severoli attraversarono a Brugnera, dirigendosi poi verso Tamai ed infine Broussier passò il fiume a nord di Sacile. Nel frattempo, dalla retroguardia del generale Sahuc, stanziato vicino a Pordenone, giungeva la notizia che gli austriaci avevano passato il Tagliamento. La loro forza rimaneva incerta in quanto Broussier e Seras non erano riusciti a tenerli sotto sorveglianza durante la fase di ripiegamento dall'Isonzo.
Grazie ad un buon lavoro dei propri ricognitori, l'Arciduca Giovanni aveva un quadro chiaro delle forze del nemico. Ordinò a Frimont di attaccare i francesi a Pordenone la mattina: alle 6, le truppe di Sahuc vennero a scontrarsi con gli austriaci. Le brigate del generale Wetzel attraversarono il Noncello ad est della città, deviando l'attenzione della fanteria in difesa di Pordenone. Quando la brigata del generale Schmidt arrivò da nord-est, i difensori furono costretti ad allungare il fronte di combattimento per coprire anche la zona nord della città. Sahuc tentò di attaccare gli austriaci a nord di Pordenone con la propria cavalleria, nella speranza di colpirli su un fianco. Invece, fu Frimot a sorprenderli con una manovra identica e a metterli in fuga. Senza il supporto della cavalleria, le forze francesi in città furono costrette ad abbandonarla.
A Pordenone, gli austriaci ottennero una netta vittoria: al prezzo di 221 caduti e 32 prigionieri, erano riusciti ad uccidere 500 francesi e catturare 2 000 uomini e 4 cannoni. Il 35 Reggimento di Fanteria di linea francese fu sostanzialmente distrutto.

### Sacile
Nella sera del 15 aprile, le forze di Ignaz Gyulai del IX Armeekorps finalmente arrivarono, bivaccando ad ovest di Pordenone. Consapevole del posizionamento dei francesi presso Tamai, a sud-est della propria posizione, l'Arciduca Giovanni inviò Albert Gyulai e l'avanguardia di Friemont a difendere Pordenone e Porcia. Il piano dell'Arciduca Giovanni era il seguente: inviare Ignaz Gyulai a Roveredo e poi in rapida marcia verso Fontanafredda e Ranzano mentre il fianco sinistro degli austriaci avrebbe atteso a Porcia l'attacco principale dei francesi.

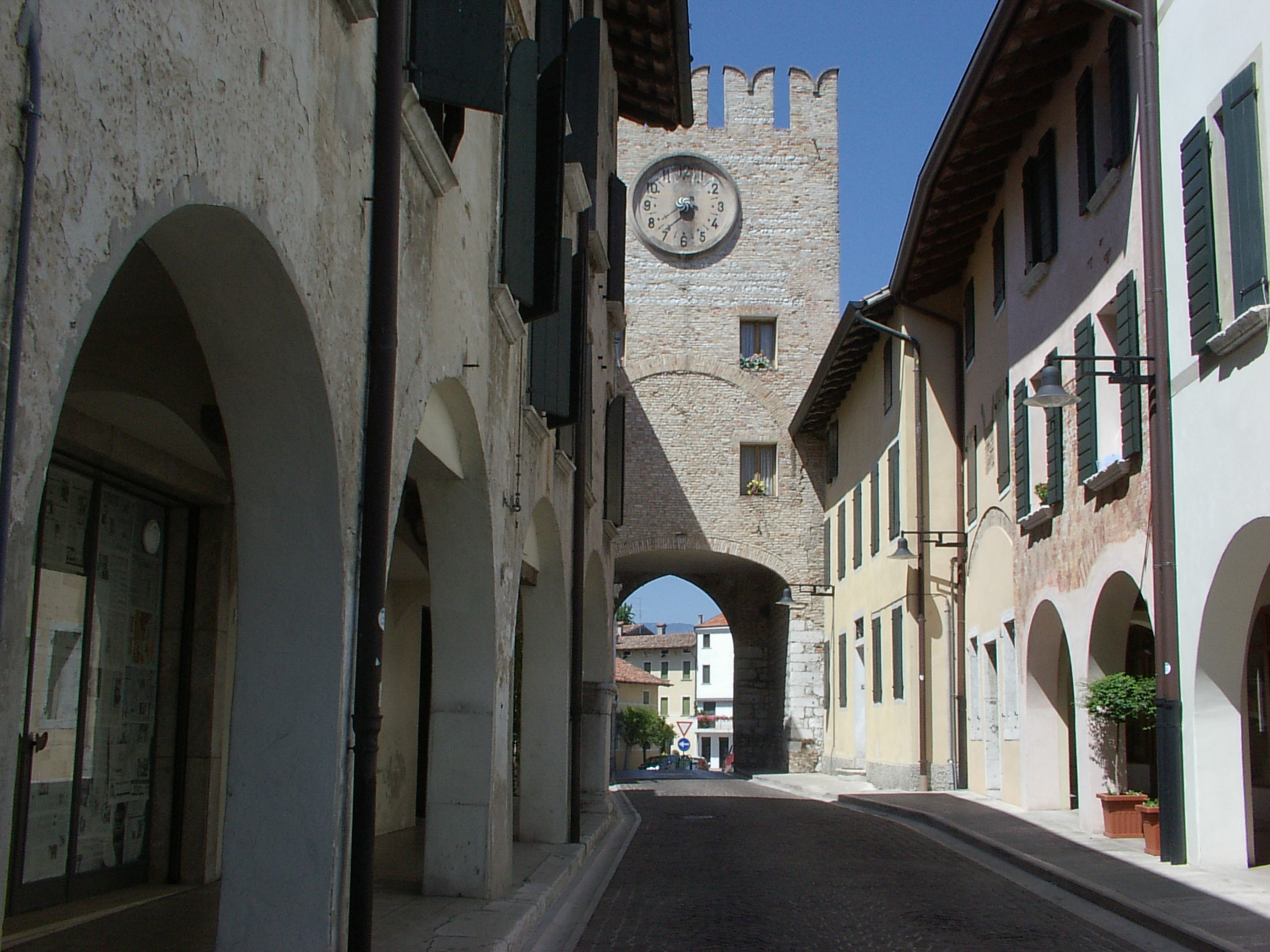
Porcia, uno dei principali teatri dello scontro

Ancora all'oscuro dell'arrivo del IX Armeekorps, Eugenio credeva di dover affrontare solo 20 000 austriaci. Sapendo di essere in inferiorità numerica, per quanto concernesse la cavalleria, decise di avanzare contro il fianco sinistro degli austriaci, siccome presentava un terreno poco adatto a manovre di cavalleria. Comandò a Seras di avanzare con le proprie truppe e con quelle di Severoli, a Barbou di supportare l'attacco mentre Grenier avrebbe dobuto marciare su Fontanafredda. Broussier avrebbe dovuto supervisionare il fianco sinistro, con le truppe di Sahuc posizionate tra lui e Grenier. Infine, un gruppo di quattro battaglioni era stato posto sull'estrema sinistra per impedire manovre di accerchiamento.
Coperto dal fuoco dell'artiglieria, Seras si mosse con le sue due divisioni alle 9. Presero rapidamente Palse ed iniziarono l'assalto a Porcia. Frimont lanciò contro di loro gli Ussari di Ott, costringendoli a fermare l'avanzata. Questo espediente riuscì a rallentare i francesi a sufficienza da permettere all'Arciduca Giovanni di inviare il VIII Armeekorps al contrattacco: Severoli venne ferito e la sua divisione quasi mandato in rotta. A questo punto intervenne Barbou, che prima attaccò il fianco sinistro degli austriaci e poi cacciò Frimont da Porcia. Vedendo l'attacco sul fianco sinistro in difficoltà. Eugenio ordinò a Grenier di lasciare Fontanafredda e portare la sua divisione sul fianco destro. Sahuc e Broussier si spostarono per coprire il varco lasciato al centro.
Nel frattempo, il generale Ignaz Gyulai iniziò la sua manovra, lasciando Kienmayer e la sua riserva di granatieri a difendere il fianco sinistro.Dopo aver raggiunto Roveredo verso mezzogiorno, si diresse a sud-ovest, lanciando le sue tre brigate di fanteria contro il centro di Eugenio, rimasto indebolito, verso le 1:30 del pomeriggio. Con le truppe di Grenier impegnate a Ronche, il IX Armeekorps minacciava di sopraffare la divisione di Broussier: Grenier prese la maggior parte dei suoi uomini ed ordinò di ripiegare immediatamente verso Fontafredda, mentre Broussier contrattaccava a Vignovo. Al centro, un aspro combattimento stava avendo luogo: dopo essere stati respinti una volta, gli austriaci stavano preparando un secondo assalto. Eugenio si rifiutò di impegnare la cavalleria di Sahuc, sapendo di essere in inferiorità. Nel mezzo di questa crisi, Seras perse Porcia in seguito ad un attacco austriaco.
Non avendo avuto successo nel suo attacco principale, Eugenio ordinò una ritirata generale alle 5 del pomeriggio. Sul fianco destro, Severoli e Barbou coprirono la ritirata. Per quanto riguarda Broussier e Grenier, le loro divisioni si disposero a quadrato, fornendosi copertura a vicenda ed attraversando il Livenza dopo numerose schermaglie con gli inseguitori austriaci. È possibile che una massiccia carica di cavalleria da parte di Ignazz Gyulai avrebbe potuto causare la completa distruzione delle due divisioni ma quest'ultimo decise di mantenerle in riserva: il pericolo di un attacco da parte di Sahuc era stato sufficiente a bloccare il IX Armeekorps abbastanza a lungo da permettere ai francesi di scappare. Broussier e Grenier attraversarono il Livenza nella nottata, gli altri nel mattino seguente presso Brugnera.

## Conseguenze
I caduti nei due schieramenti furono più o meno equivalenti, sebbene i francesi presi come prigionieri in battaglia fossero oltre 3 000 in più degli austriaci.
Eugenio si ritirò a sud, abbandonando momentaneamente il Friuli e buona parte del Veneto nelle mani degli austriaci. Raccolte le proprie truppe a sud del fiume Adige, nei pressi di Verona, riorganizzò il proprio esercito. Nel frattempo, altre due divisioni, in forte ritardo a causa del mal tempo e di pessime strade, erano giunte al suo cospetto. Barbou fu inviato a proteggere Venezia, costringendo gli austriaci a separare le proprie forze e a dispiegarne una parte sull'Adriatico. Quando gli austriaci lo raggiunsero nuovamente presso Verona, Eugenio aveva occupato una forte posizione difensiva.
Gli austriaci, dopo la vittoria, decisero di non proseguire nell'inseguimento: il VIII Armeekorps aveva subito numerose perdite e la cavalleria del IX Armeekorps era completamente esausta. Questa decisione si rivelò essere un grave errore: nel giro di un mese, i francesi riuscirono a capovolgere la situazione ed incalzare ripetutamente gli austriaci, sino a costringerli ad abbandonare l'Italia prima di giugno.
Nel frattempo, imbarazzato dalla sconfitta, fece arrivare a Napoleone un rapporto piuttosto vago sull'accaduto. L'imperatore, che venne a conoscenza della sua sconfitta da terze parti, si infuriò, proponendo addirittura di sostituirlo al comando dell'esercito con il maresciallo Murat. Per questioni di tempistiche, questo sfogo non ebbe conseguenze: nel giro di poche settimane, la situazione in Italia era stata completamente stravolta in favore di Eugenio.